# 1670'erne
Århundreder: 16. århundrede – 17. århundrede – 18. århundrede
Årtier: 1620'erne 1630'erne 1640'erne 1650'erne 1660'erne – 1670'erne – 1680'erne 1690'erne 1700'erne 1710'erne 1720'erne
År: 1670 1671 1672 1673 1674 1675 1676 1677 1678 1679
Begivenheder
Personer